# Här, mitt ibland oss, går Jesus fram
Här, mitt ibland oss, går Jesus fram är en psalm med text och musik skriven 1986 av Sören Janson.

## Publicerad i
- Segertoner 1988 som nr 359 under rubriken "Fader, son och ande - Jesus, vår Herre och broder".[1]